# Zwide
Zwide kaLanga (1758–1825) était le roi de la nation des Ndwandwe (Nxumalo) de 1805 à environ 1820. Il est le fils de Langa KaXaba, un roi Nxumalo. La légende prétend que sa mère, la reine Ntombazi, était une sangoma (guérisseuse).

## Politique
Au moment où Zwide accède au pouvoir, les Nxumalo sont en croissance du point de vue militaire. Soucieux d'accroître la suprématie nxumalo, Zwide devient un adversaire du roi Dingiswayo, qui dirige la fédération Mthethwa, et dont le protégé est son célèbre général, Chaka, qui deviendra le roi des Zoulous.

## Actions militaires
Zwide songe à étendre ses frontières et, en 1818, il vainc la fédération Mthethwa, tuant le roi Dingiswayo. La même année, il est en revanche battu à la bataille de Gqokli Hill par le clan zoulou (appartenant à la fédération Mthethwa en déclin), qui commence ainsi à acquérir de l'importance.
Il détruit et soumet le royaume voisin de Khumalo et exécute son roi, Matshobana (en). Le fils de Matshobana, Mzilikazi, fuit, quant à lui, le roi Chaka, dont il était un des généraux ; Chaka venait de prendre la tête de la fédération Mthethwa et de la transformer en royaume zoulou.
Zwide envisage ensuite de s'attaquer au royaume zoulou pour affirmer la domination Ndwandwe sur la zone du zoulouland. En 1820, il conduit son armée à la bataille de la rivière Mhlatuze où son armée est défaite par les forces zouloues. Zwide parvient à s'enfuir au-delà de la Pongola avec ce qui reste de ses partisans. Après la fuite de Zwide, les Zoulous attaquent le reste de ses hommes, qu'ils tuent en nombre dans la gorge de Mome. Les Zoulous attaquent ensuite la capitale ndwandwe, KwaNongoma. Cette victoire zouloue accentue le Mfecane.
Certains des généraux de Zwide fuient vers le nord, où ils établissent leurs propres royaumes, tel le royaume de Gaza, fondé par Soshangane.